# Soullans
Soullans est une commune de l'Ouest de la France, située dans le département de la Vendée en région Pays de la Loire.

## Géographie
Le territoire municipal de Soullans s'étend sur 4 138 hectares. L'altitude moyenne de la commune est de 6 mètres, avec des niveaux fluctuant entre 0 et 23 mètres,.
| Le Perrier            |                    | Challans    |
|                       | Soullans           |             |
| Saint-Hilaire-de-Riez | Notre-Dame-de-Riez | Commequiers |

### Climat
Pour des articles plus généraux, voir Climat des Pays de la Loire et Climat de la Vendée.
En 2010, le climat de la commune est de type climat méditerranéen altéré, selon une étude du CNRS s'appuyant sur une série de données couvrant la période 1971-2000. En 2020, Météo-France publie une typologie des climats de la France métropolitaine dans laquelle la commune est exposée à un climat océanique et est dans la région climatique  Bretagne orientale et méridionale, Pays nantais, Vendée, caractérisée par une faible pluviométrie en été et une bonne insolation.
Pour la période 1971-2000, la température annuelle moyenne est de 12,5 °C, avec une amplitude thermique annuelle de 13,1 °C. Le cumul annuel moyen de précipitations est de 780 mm, avec 12,6 jours de précipitations en janvier et 6 jours en juillet. Pour la période 1991-2020, la température moyenne annuelle observée sur la station météorologique de Météo-France la plus proche, sur la commune du Perrier à 8 km à vol d'oiseau, est de 12,8 °C et le cumul annuel moyen de précipitations est de 762,1 mm,. Pour l'avenir, les paramètres climatiques de la commune estimés pour 2050 selon différents scénarios d'émission de gaz à effet de serre sont consultables sur un site dédié publié par Météo-France en novembre 2022.

## Urbanisme

### Typologie
Au 1er janvier 2024, Soullans est catégorisée petite ville, selon la nouvelle grille communale de densité à sept niveaux définie par l'Insee en 2022.
Elle appartient à l'unité urbaine de Challans, une agglomération intra-départementale regroupant trois  communes, dont elle est une commune de la banlieue,,. Par ailleurs la commune fait partie de l'aire d'attraction de Challans, dont elle est une commune du pôle principal,. Cette aire, qui regroupe 12 communes, est catégorisée dans les aires de moins de 50 000 habitants,.

### Occupation des sols
L'occupation des sols de la commune, telle qu'elle ressort de la base de données européenne d’occupation biophysique des sols Corine Land Cover (CLC), est marquée par l'importance des territoires agricoles (87,2 % en 2018), en diminution par rapport à 1990 (89,1 %). La répartition détaillée en 2018 est la suivante : 
prairies (59,6 %), zones agricoles hétérogènes (24,1 %), zones urbanisées (8,5 %), terres arables (3,5 %), forêts (3,5 %), zones industrielles ou commerciales et réseaux de communication (0,7 %). L'évolution de l’occupation des sols de la commune et de ses infrastructures peut être observée sur les différentes représentations cartographiques du territoire : la carte de Cassini (XVIIIe siècle), la carte d'état-major (1820-1866) et les cartes ou photos aériennes de l'IGN pour la période actuelle (1950 à aujourd'hui).

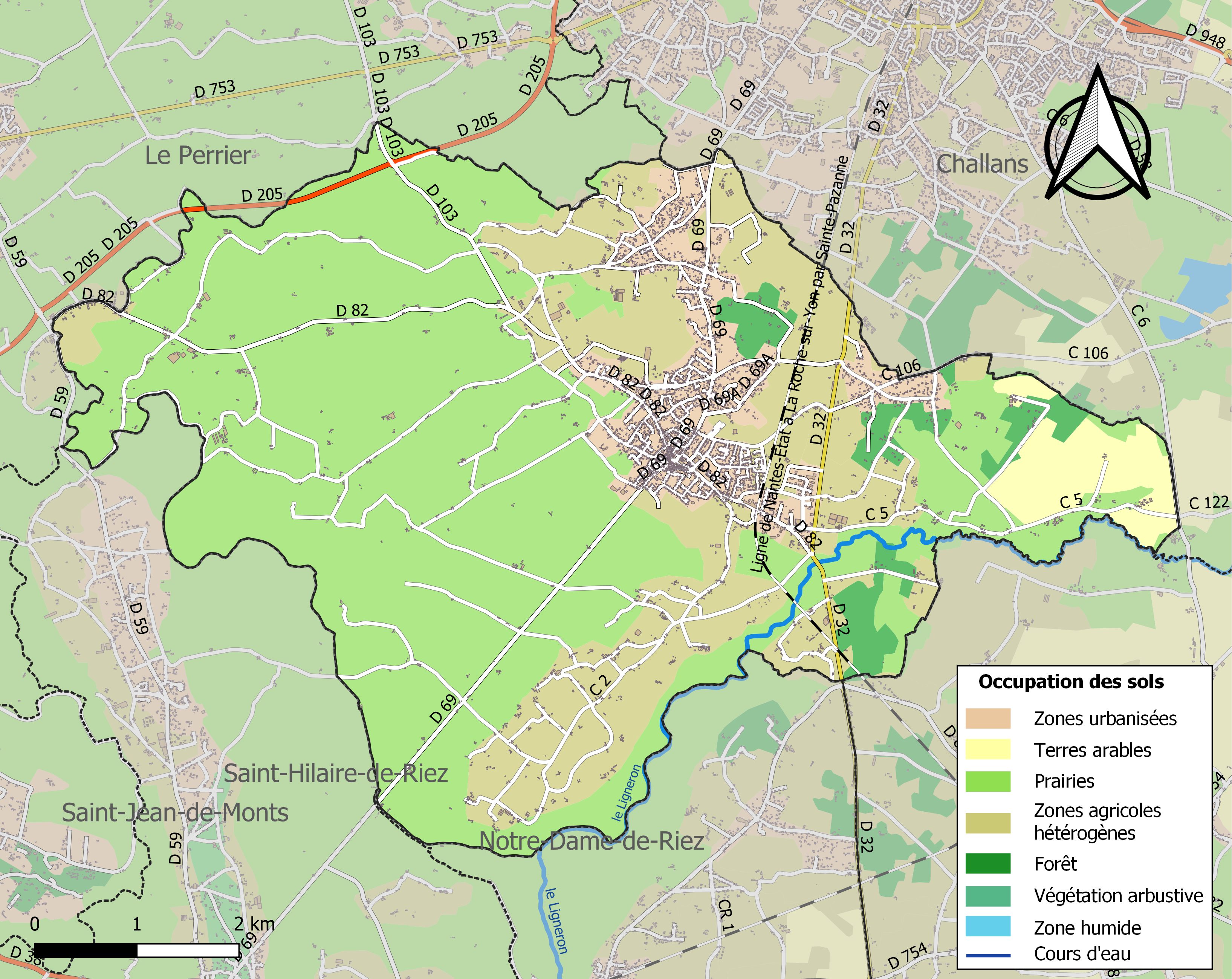
Carte des infrastructures et de l'occupation des sols de la commune en 2018 (CLC).

## Environnement
Soullans a obtenu une fleur au Concours des villes et villages fleuris (palmarès 2007).

## Toponymie
L'étymologie du nom de la commune prête à débat.
En se basant sur le celte, pour certains Soullans est la fusion des mots  zoul (lieu inculte), et de lann (pays). Pour d'autres, soul renvoie à la chaumière, et par extension à un ensemble de maisons sur une terre (land en celte).
D'autres étymologistes cherchent l'origine du nom de la commune dans le latin. Sud landibus signifie au milieu des landes, renvoyant ainsi aux vastes étendues de champs présentent sur la commune.

## Histoire
Au XVIe siècle, Soullans alors Soulandeau était une châtellenie, la châtellenie de Soulandeau.

## Emblèmes

### Héraldique
| Blason | Blasonnement : De sinople à la croix écartelée d'or et de sable. |

### Devise
La devise de Soullans est Amoenitas Firmitasque. C'est une devise latine dont la traduction française se rapprocherait de Avec douceur et fermeté.

## Politique et administration

### Découpage territoriale
Bien que situé à proximité directe de Challans, la commune de Soullans est située dans le canton de Saint-Jean de Monts et fait partie de la Communauté de Communes Océan Marais de Monts.
Soullans relève de la deuxième circonscription de Vendée.

### Tendances politiques et résultats
Au premier tour de l’élection présidentielle de 2022, Emmanuel Macron est arrivé en tête avec 31,40% des voix exprimées à Soullans. Marine le Pen vient en deuxième avec 28,56%. À la troisième place se trouve Jean-Luc Mélenchon avec 13,05%. Au second tour, Emmanuel Macron l’emporte dans la commune avec 54,70% contre 45,30% pour Marine le Pen. La participation était de 79,46%.

### Liste des maires
| Période                                  | Période   | Identité                          | Étiquette      | Qualité |
| ---------------------------------------- | --------- | --------------------------------- | -------------- | --- |
| Les données manquantes sont à compléter. |           |                                   |                | |
| 1800                                     | 1812      | Charles Marc René Merland         |                | |
| 1812                                     | 1815      | Gaspard Jouvenceau                |                | |
| 1815                                     | 1816      | Jean Donatien Mérieau             |                | |
| 1816                                     | 1817      | Louis Joseph de Badereau          | Ultraroyaliste | |
| 1817                                     | 1830      | Jacques Massonneau                |                | |
| 1830                                     | 1832      | Jean Louis Thibault               |                | |
| 1832                                     | 1834      | André Naulleau                    |                | |
| 1834                                     | 1848      | Louis Jacques Marie Bodet Lacroix |                | |
| 1848                                     | 1855      | Théophile Henri de Villiers       |                | |
| 1855                                     | 1860      | Émile Torterue                    |                | |
| 1860                                     | 1867      | Louis Jacques Marie Bodet Lacroix |                | |
| 1867                                     | 1875      | Jacques Naulleau                  |                | |
| 1875                                     | 1896      | Jean Crochet                      |                | |
| 1896                                     | 1908      | Pierre Billet                     |                | |
| 1908                                     | 1933      | Joseph Cheguillaume               | Catholique     | Avocat à Nantes |
| 1933                                     | mai 1953  | Dr Crochet                        |                | Médecin |
| mai 1953                                 | mars 1971 | Augustin Gaborit                  |                | Médaille militaire 14-18 |
| mars 1971                                | mars 1983 | Jean Crochet                      | RPR            | Médecin-conseil puis médecin chef à la MSA de Vendée Réélu en 1977 |
| mars 1983                                | mars 1989 | René Devaud                       |                | |
| mars 1989                                | mars 2001 | Jean Crochet                      | RPR            | Médecin-conseil puis médecin chef à la MSA de Vendée Conseiller général de Saint-Jean-de-Monts (1994 → 2001) Vice-président du conseil général de la Vendée (1994 → 2001) Suppléant du député Louis Guedon (1993 → 2002) Réélu en 1995 |
| mars 2001                                | En cours  | Jean-Michel Rouillé               | DVD            | Ingénieur 3e vice-président de la CC Océan-Marais-de-Monts Réélu en 2008, 2014et 2020 |

La famille Crochet a eu plusieurs membres participant à la vie communale depuis la Révolution.

## Population et société

### Démographie

#### Évolution démographique
L'évolution du nombre d'habitants est connue à travers les recensements de la population effectués dans la commune depuis 1793. Pour les communes de moins de 10 000 habitants, une enquête de recensement portant sur toute la population est réalisée tous les cinq ans, les populations de référence des années intermédiaires étant quant à elles estimées par interpolation ou extrapolation. Pour la commune, le premier recensement exhaustif entrant dans le cadre du nouveau dispositif a été réalisé en 2007.

En 2022, la commune comptait 4 535 habitants, en évolution de +7,46 % par rapport à 2016 (Vendée : +5,33 %, France hors Mayotte : +2,11 %).
| 1793  | 1800  | 1806  | 1821  | 1831  | 1836  | 1841  | 1846  | 1851  |
| ----- | ----- | ----- | ----- | ----- | ----- | ----- | ----- | ----- |
| 1 600 | 1 961 | 1 600 | 1 772 | 1 805 | 1 640 | 1 655 | 1 684 | 1 697 |

| 1856  | 1861  | 1866  | 1872  | 1876  | 1881  | 1886  | 1891  | 1896  |
| ----- | ----- | ----- | ----- | ----- | ----- | ----- | ----- | ----- |
| 1 604 | 1 736 | 1 866 | 1 792 | 1 885 | 2 001 | 2 095 | 2 169 | 2 225 |

| 1901  | 1906  | 1911  | 1921  | 1926  | 1931  | 1936  | 1946  | 1954  |
| ----- | ----- | ----- | ----- | ----- | ----- | ----- | ----- | ----- |
| 2 345 | 2 470 | 2 509 | 2 386 | 2 387 | 2 355 | 2 345 | 2 279 | 2 063 |

| 1962  | 1968  | 1975  | 1982  | 1990  | 1999  | 2006  | 2007  | 2012  |
| ----- | ----- | ----- | ----- | ----- | ----- | ----- | ----- | ----- |
| 1 929 | 1 945 | 2 272 | 2 629 | 3 045 | 3 425 | 3 851 | 3 912 | 4 149 |

| 2017  | 2022  | - | - | - | - | - | - | - |
| ----- | ----- | - | - | - | - | - | - | - |
| 4 221 | 4 535 | - | - | - | - | - | - | - |

#### Pyramide des âges
En 2018, le taux de personnes d'un âge inférieur à 30 ans s'élève à 26,5 %, soit en dessous de la moyenne départementale (31,6 %). À l'inverse, le taux de personnes d'âge supérieur à 60 ans est de 36,0 % la même année, alors qu'il est de 31,0 % au niveau départemental.
En 2018, la commune comptait 2 086 hommes pour 2 139 femmes, soit un taux de 50,63 % de femmes, légèrement inférieur au taux départemental (51,16 %).
Les pyramides des âges de la commune et du département s'établissent comme suit.
| Hommes | Classe d’âge | Femmes |
| ------ | ------------ | ------ |
| 1,3    | 90 ou +      | 2,4    |
| 10,1   | 75-89 ans    | 11,2   |
| 22,9   | 60-74 ans    | 24,0   |
| 23,0   | 45-59 ans    | 22,4   |
| 14,6   | 30-44 ans    | 14,9   |
| 12,2   | 15-29 ans    | 11,3   |
| 15,8   | 0-14 ans     | 13,8   |

| Hommes | Classe d’âge | Femmes |
| ------ | ------------ | ------ |
| 0,8    | 90 ou +      | 2,2    |
| 8,7    | 75-89 ans    | 11,1   |
| 20,3   | 60-74 ans    | 21,3   |
| 20     | 45-59 ans    | 19,4   |
| 17,5   | 30-44 ans    | 16,8   |
| 15     | 15-29 ans    | 13,2   |
| 17,7   | 0-14 ans     | 16,1   |

## Lieux et monuments
Deux monuments historiques se trouvent sur la commune :
- Menhir de la Vérie, dit de Pierre-Levée, classé monument historique par décret du 3 août 1926[25].
- Croix hosannière de Soullans, inscription par arrêté du 29 octobre 1926[26].
- Château du Retail : en 1775, le château du Retail est la propriété de Charles Moreau, licencié en loi, qui en a hérité de son père. Mort sans enfant en 1807, le Retail passe à un de ses neveus, Henry Collinet de la Charrault. À sa mort en 1820, l'usufruit passa à sa femme, Marie-Louise Roysard qui décéda en 1857 à Nantes. Le fils de son frère et de Céleste Mourain, Charles Collinet, en hérita alors. Il était le gendre de François-Pierre Blin. Sous la monarchie de Juillet, Charles Collinet vendit ses droits sur le Retail à un parent, Sylvain Paul Méry, bourgeois de Nantes. Une fille de Méry épousa le député Joseph Cheguillaume, qui en devint ainsi propriétaire. Il passa ensuite à leur fils, Joseph Cheguillaume, avocat à Nantes et maire de Soullans de 1896 à 1933. Marié à la fille de l'armateur nantais Henri Polo, puis à Marguerite Marion de Procé, le château passa à son fils Joseph.

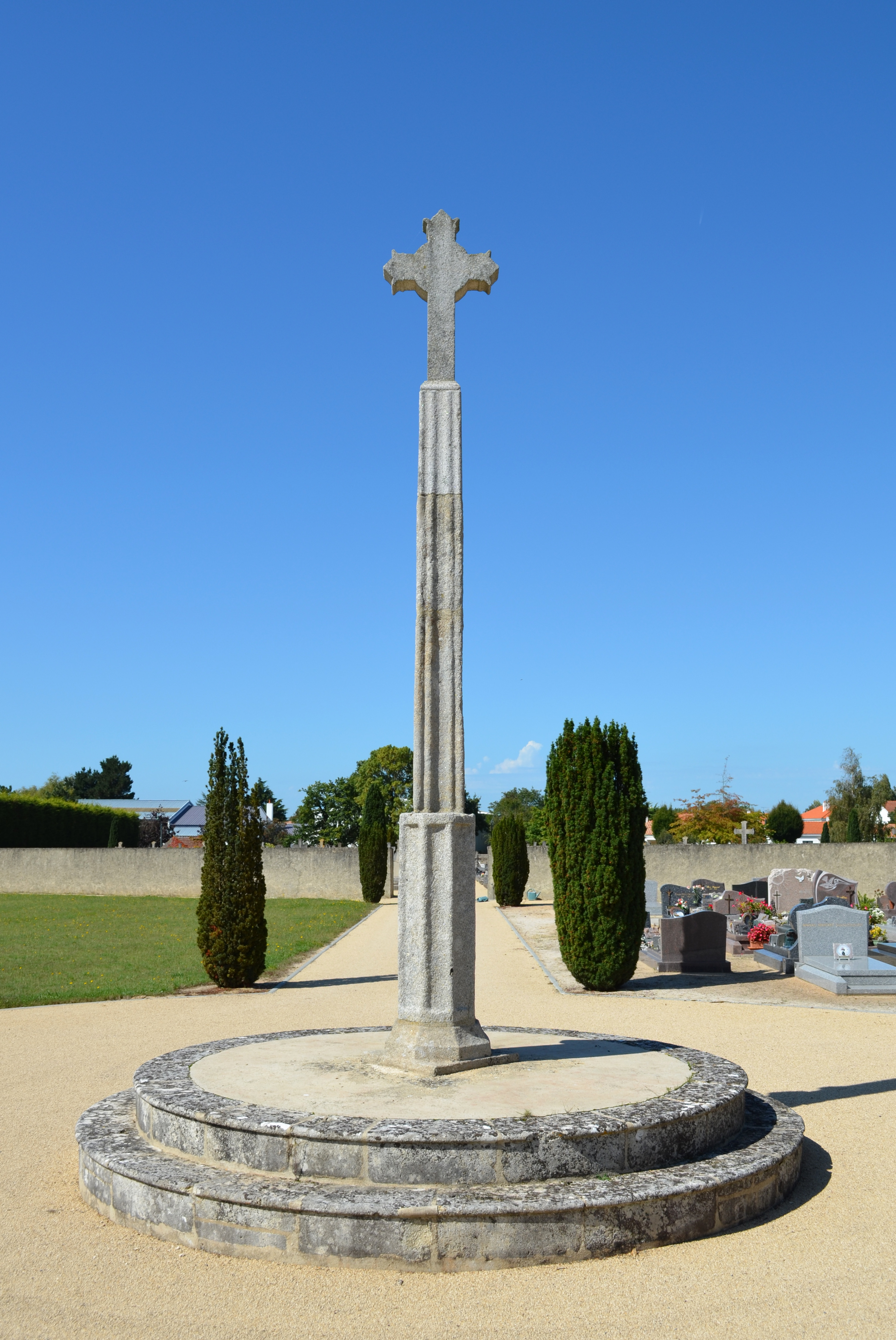
Croix hosannière.
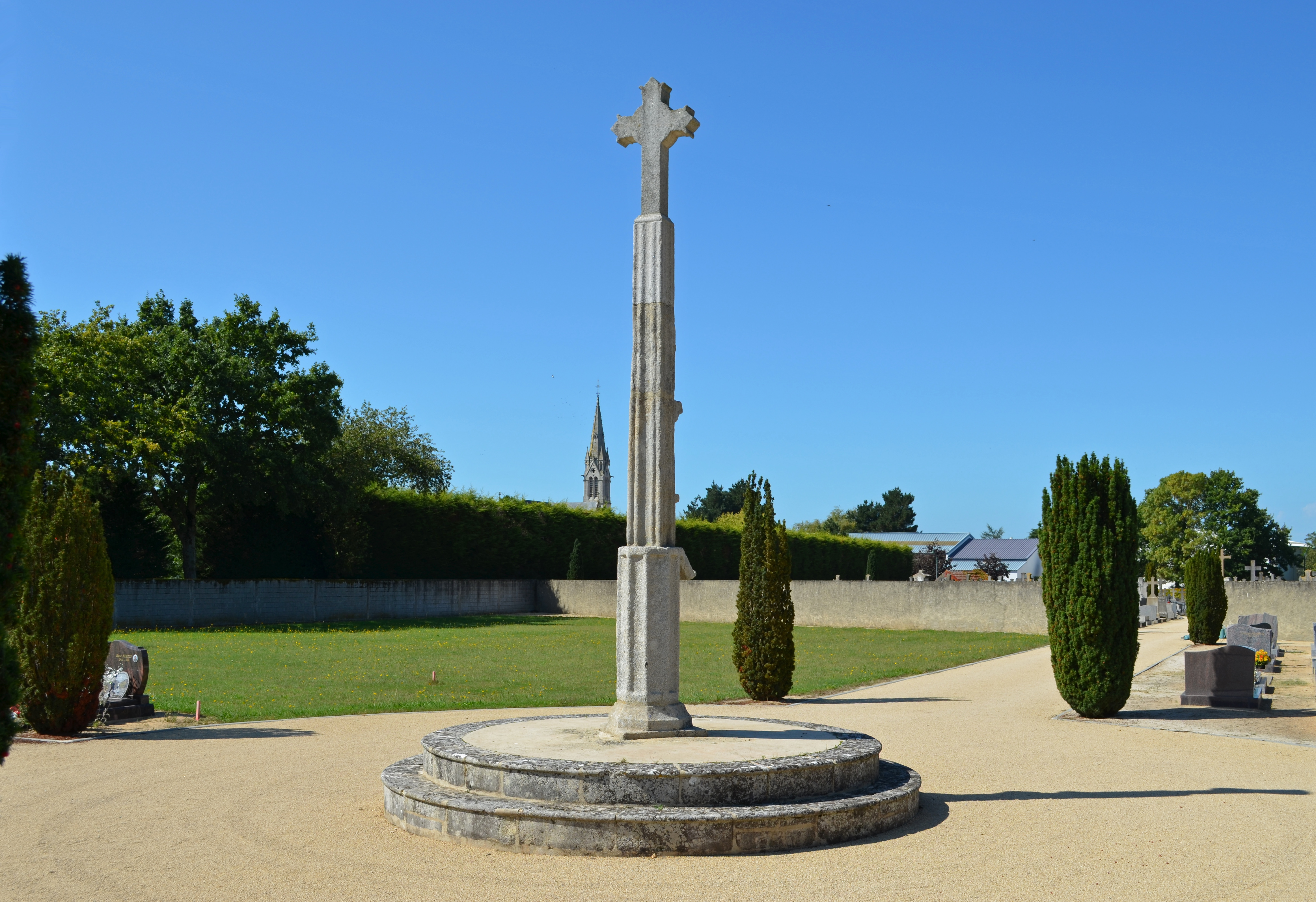
Vue de la croix avec l'église en arrière-plan.
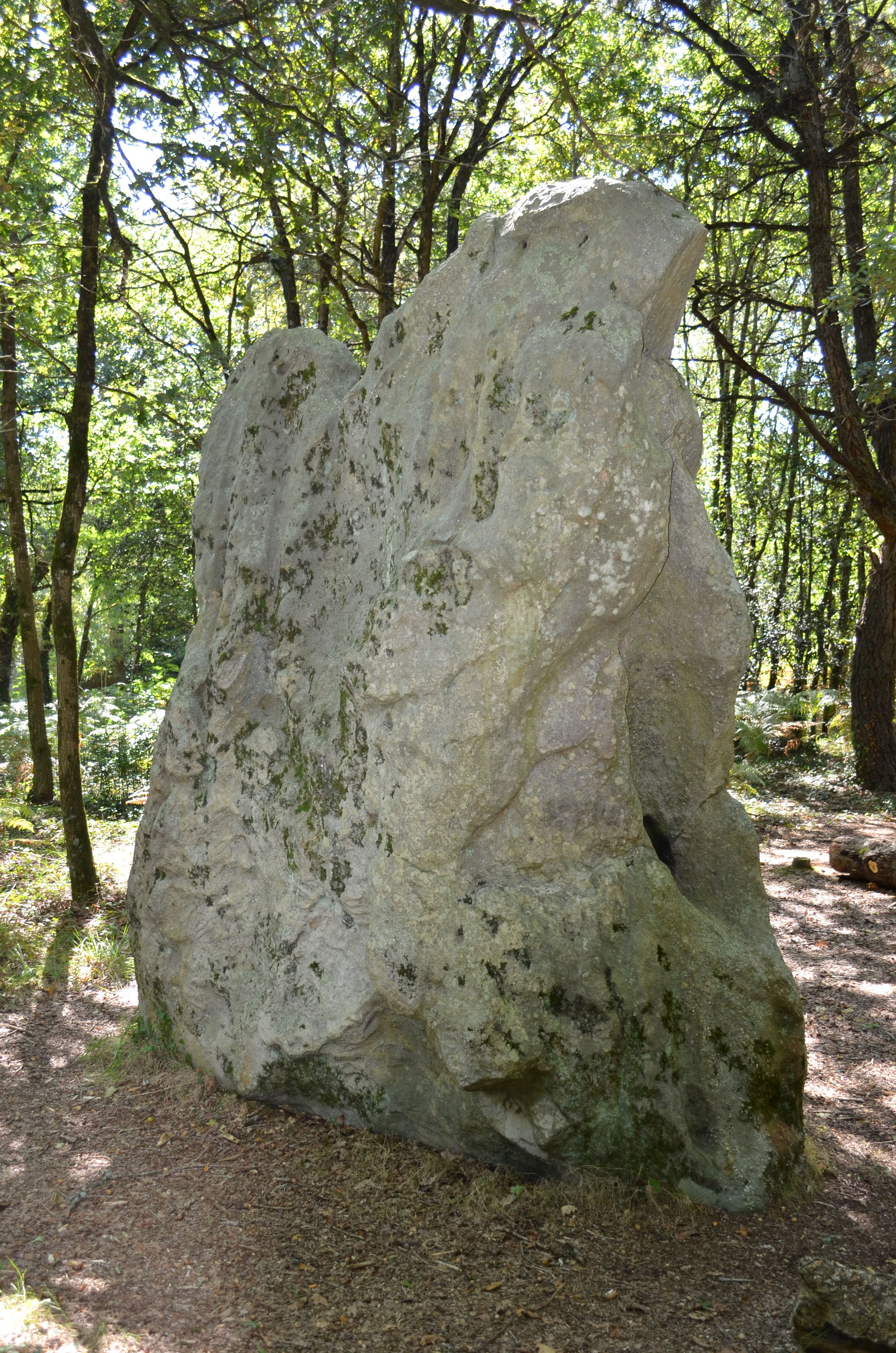
Menhir dit de Pierre-Levée.

Autres monuments :
- Église Saint-Hilaire.
- Musée Charles Milcendeau, dans le hameau du Bois-Durand.

## Personnalités liées à la commune
- Armand de Badereau (1745-1816), homme politique et chef royaliste des guerres de Vendée, seigneur de Soullans. Président du directoire de la Vendée entre 1790 et 1792. Compagnon de Charette.
- Louis-Joseph de Badereau (1748-1834), frère cadet du précédent, militaire royaliste pendant la Révolution. Maire de Soullans entre 1815 et 1817.
- Charles Milcendeau, artiste peintre. Né à Soullans le 18 juillet 1872, mort également dans la commune le 1er avril 1919.
- Léopold Robert, dit Jean Yole, médecin, écrivain, sénateur de la Vendée. Né à Soullans le 7 septembre 1878, mort à Vendrennes (Vendée) le 2 novembre 1956.

## Pour approfondir